# Кургоковський
Кургоковський (адиг. К'ург'ок'уай) — адигейський (бесленеївський) аул в Успенському районі Краснодарського краю, утворює Кургоковське сільське поселення.
Населення менше тисячі мешканців.
Аул розташований на лівому березі Кубані, у степовій зоні, за 6 км на схід від районного центру — села Успенське. Роз'їзд Кургоковський розташований за 6 км на південь від аулу. Діюча мечеть.
Аул розташований на сучасному місці з 1844. Кургоковський — один з чотирьох сучасних аулів бесленеївців, ще один (Коноковський) знаходяться в цьому ж районі, а аули Бесленей та Вакожилє в Карачаєво-Черкесії.